# Cavall vaquer

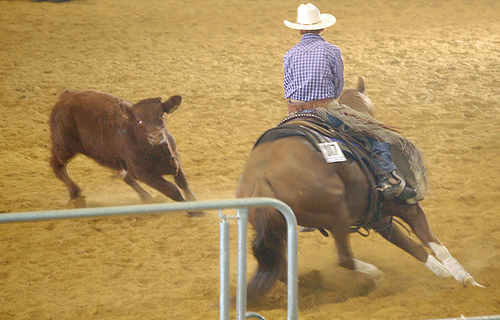
Cavall vaquer treballant amb una vaca.

Un cavall vaquer és un cavall que munta una persona per a treballar amb bestiar. S'aplica, principalment, a cavalls amb condicions adequades ensinistrats de forma específica per a desenvolupar la tasca indicada.
Els cavalls vaquers són cavalls de sella especialment àgils, de reaccions ràpides i gropes poderoses. Habitualment es tracta d'animals intel·ligents que posseeixen una habilitat molt particular per a treballar amb vaques ("cow sense" en anglès). En funció de cada tasca, els cavalls que "saben de vaques" endevinen el moviment que farà la vaca i maniobren d'acord amb el que aconsella l'experiència, amb una guia mínima per part del genet o sense cap guia. (Alguns cavalls poden treballar sense genet, en treballs concrets d'exhibició).
Hi ha dues menes de cavalls vaquers: 
- els que treballen en un ranxo o hisenda de bestiar com a cavalls de treball
- els cavalls de competició en proves d'equitació western

## "Stock horse"
L'expressió "stock horse", habitualment traduïda com a "cavall vaquer", pot referir-se a cavalls d'usos diferents emprats a Austràlia, Canadà, Estats Units o en equitació western arreu del món. Aquesta denominació pot usar-se per a:
- Cavalls de competicions western amb les proves següents:
  - campdrafting
  - cutting (sport)[3]
  - reining
  - team penning
  - "working cow horse", cavall vaquer de treball

- Cavalls de races vaqueres dels Estats Units, Canadà o Austràlia com les indicades a continuació:
  - Australian Stock Horse[4]
  - American Quarter Horse
  - American Paint Horse
  - Appaloosa

- Qualsevol altra raça usada per a treballs vaquers o competicions western.

### "Races" de cavalls amb fenotip "stock horse"
Sense descartar a priori altres fenotipus de cavalls, les races de cavalls de sella - pures o encreuades- més indicades per a treballar amb bestiar han de tenir una gropa poderosa, una bona estructura general i una agilitat notable.
Algunes d'aquestes races són:
- Cavall àrab
- Cavall Morab
- Cavall Morgan
- Cavall Mustang
- Poni de les Amèriques. Per a genets molt joves i de poc pes.
- Quarab. Encreuament de Quarter i àrab.

## Cavalls ramaders iberoamericans o d'altres regions

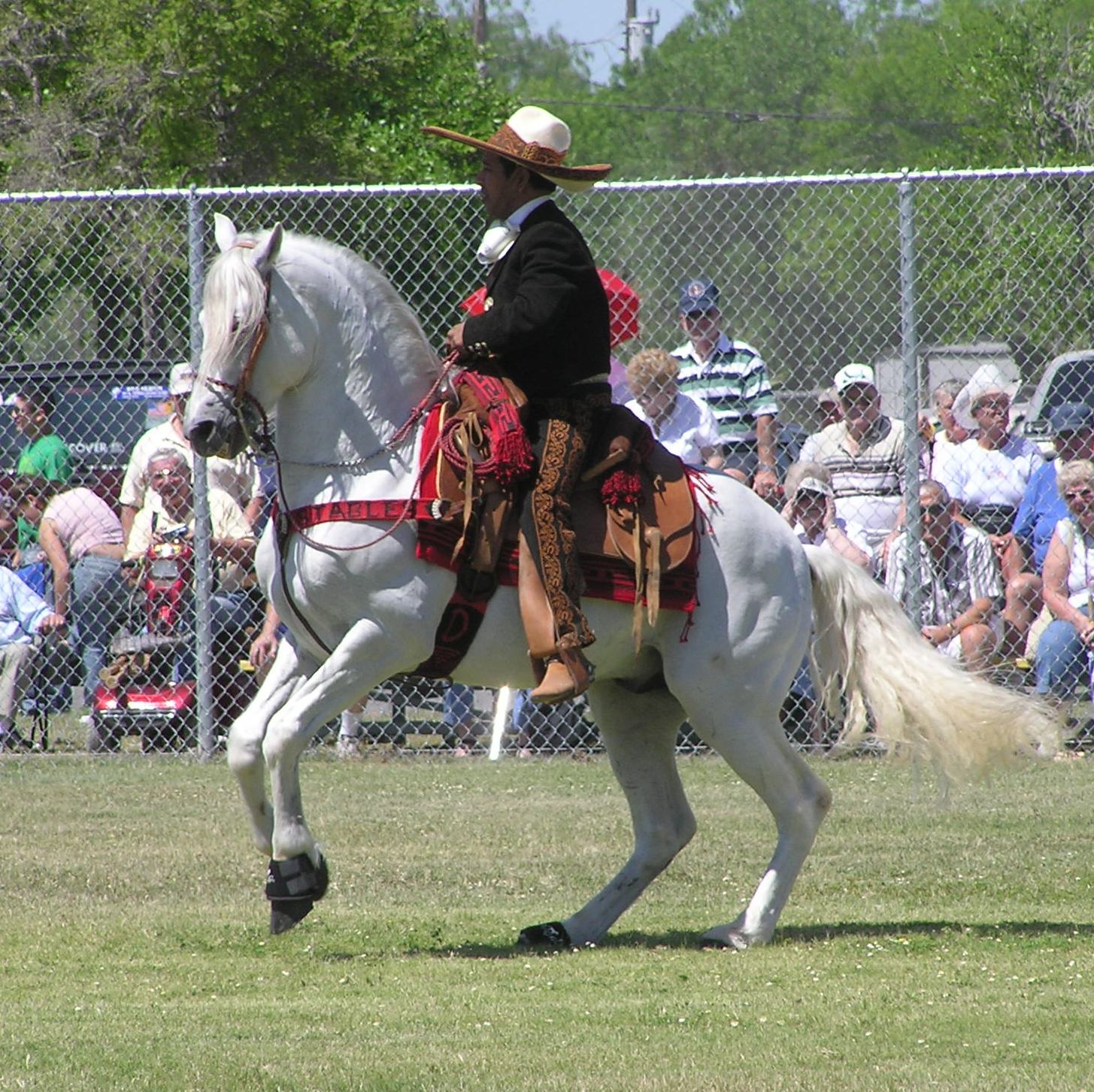
Cavall Azteca

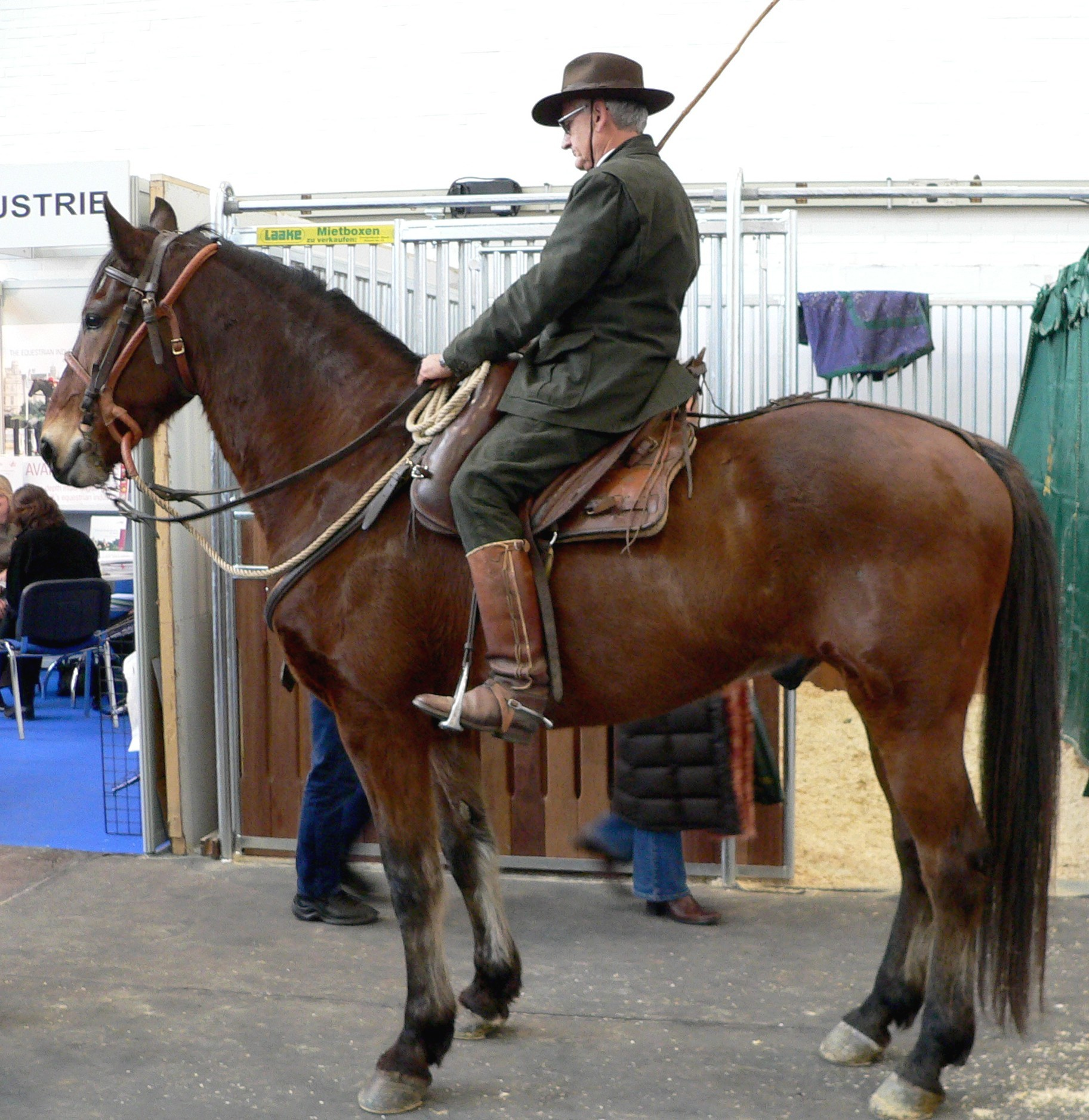
Cavall Maremmano

A part de la cultura anglosaxona hi ha molts cavalls arreu del món que són emprats com a cavalls ramaders (o cavalls "vaquers" en sentit ampli, encara que el bestiar no sigui boví).
Per països poden considerar-se molts casos particulars:
- Mèxic. La història del cavall vaquer a Mèxic és tan interessant com difícil de resumir. L'origen dels vaqueros, el seu domini del llaç escorredor ("reata") i del cavall són prou coneguts. Des de Mèxic, vaquers, cavalls i bestiar varen passar a Califòrnia on evolucionaren de forma independent. També es podria dir el mateix de Texas, Nou Mèxic, Florida i altres estats dels Estats Units. Pel que fa a l'antic cavall "criollo mexicà" no hi ha gaire informació i es considera extingit per manca d'una cria ordenada i selectiva.[5] Una raça moderna de nova creació és l'anomenada "Azteca", barreja de Quarter Horse i Andalús (PRE).
- (Alta Califòrnia). De forma aparentment anacrònica cal recordar l'incomprensiblement desaparegut "cavall vaquer Californio". Lloat pels conqueridors nord-americans. Emprat com a muntura principal del Pony Express i, sens dubte, un magnífic cavall vaquer dos segles abans del Quarter Horse.
- Veneçuela. Sense entrar en detalls històrics és possible esmentar dos aspectes profundament veneçolans: el "caballo criollo venezolano"[6] i els "toros coleados", esport típic dels "llaneros", vaquers de Veneçuela.[7]
- Colòmbia. A diferència del "caballo colombiano de paso",[8] el cavall vaquer tradicional, el "criollo colombiano" no ha estat objecte de cría selectiva i es considera desaparegut.[9][10]
- Costa Rica.[11]
- Xile. El "caballo chileno" és un cavall vaquer excepcional. Com a raça està definida des de 1893 i és l'única que no s'ha encreuat amb cap altra. El Dr. Randall Ray Arms li dedicà un llibre molt complet que pot llegir-se de franc.[12]
- Argentina. El cavall "criollo" argentí és un cavall de gran tradició i de característiques excepcionals. Per sort, és una raça ben regulada i que no corre cap perill d'extinció. A més disposa d'una bibliografia molt extensa i d'una gran qualitat.[13]
- Brasil. Un dels cavalls vaquers del Brasil és el "criolu", que és el mateix "criollo" de l'Argentina, Paraguai i Uruguai. Hi ha altres races vaqueres: "pantaneiro",[14] "pampa".[15] El cavall Mangalarga, sense que sigui pròpiament vaquer, pot treballar en les "facendas".[16]
- Paraguai i Uruguai gaudeixen del "caballo criollo", compartit amb Argentina i Brasil.

### A Europa
- França. A la Camarga hi ha els tradicionals vaquers anomenats "gardians" que munten cavalls de la Camarga.
- Itàlia. El cavall Maremmano és el cavall de la Maremma, usat pels vaquers locals ("butteri").[17]
- Hongria. Els cavalls típics hongaresos, Székely i Parlagi, estan extints. La raça Nonius els ha substituït. Els vaquers hongaresos usen una sella sense cingla (només posada al dors del cavall, com una sària o unes alforges). Cal muntar d'un salt.[18][19]

En el cas especial de l'Estat espanyol hi ha la doma vaquera, associada amb el cavall andalús i altres races "pures" o encreuades. Com a escola d'equitació, la doma vaquera té un gran prestigi internacional. Les races de cavalls dels campions (originalment PRE) indica una evolució poc favorable als criteris de selecció del cavall andalús com a raça de treball.

### A l'Àsia
- Cavalls mongols.[21]